# Relations entre l'Azerbaïdjan et l'Estonie

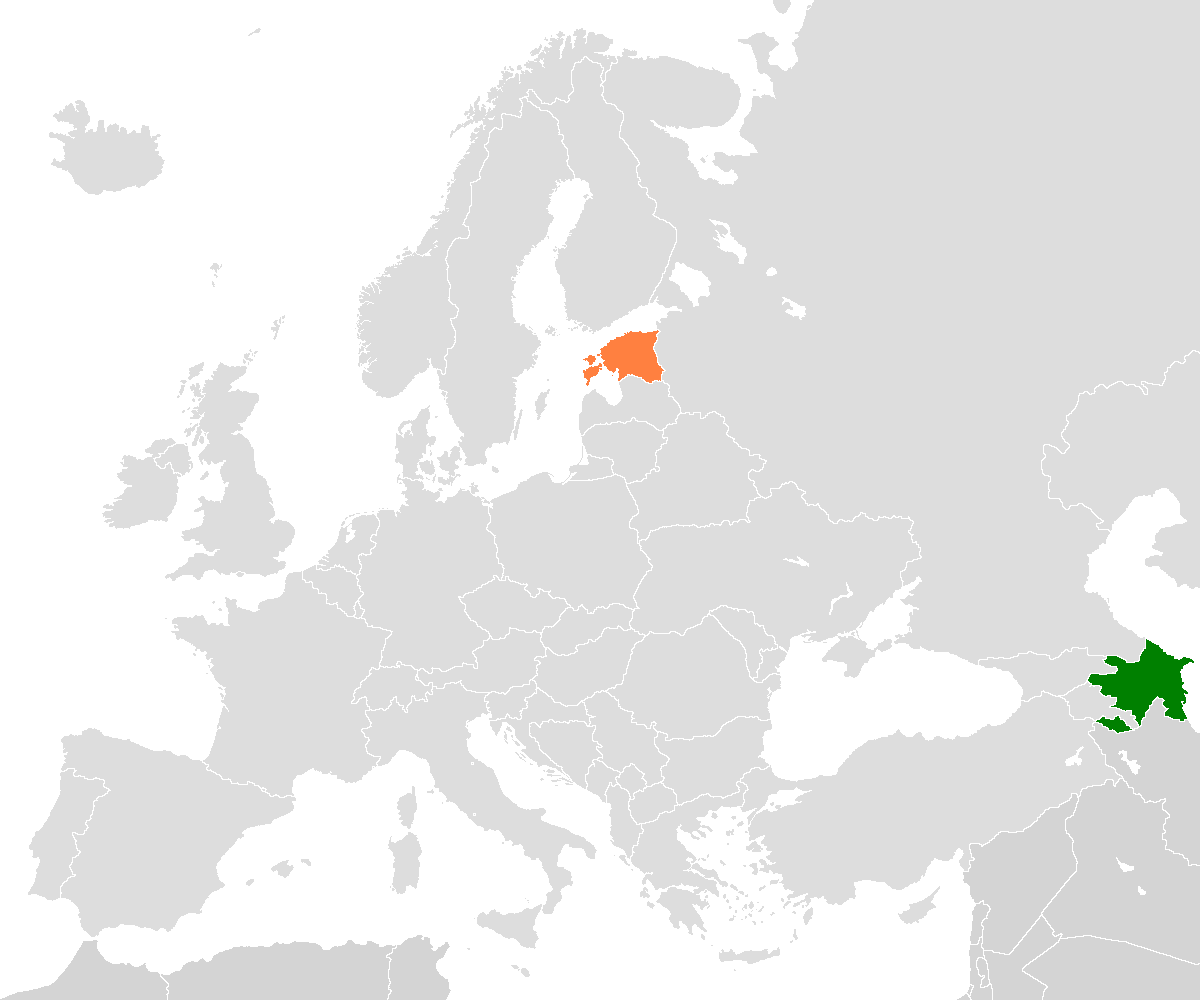

Les relations entre l'Azerbaïdjan et l'Estonie font référence aux relations extérieures entre l'Azerbaïdjan et l'Estonie. Les deux pays faisaient partie de l'empire russe et de l'Union soviétique. L’Azerbaïdjan a une ambassade à Tallinn. L’Estonie est représentée en Azerbaïdjan par l’intermédiaire de son ambassade à Ankara (Turquie). Les deux pays sont membres à part entière du Conseil de l'Europe et de l'Organisation pour la sécurité et la coopération en Europe (OSCE). L'Azerbaïdjan, avec la Géorgie et l'Arménie, est l'allié de l'Estonie dans le Caucase du Sud. Environ 2 500 Azerbaïdjanais vivent en Estonie. 

## Relations politiques
La première visite du gouvernement estonien a eu lieu en 1996 lorsque le ministre estonien des Affaires étrangères Siim Kallas s'est rendu en Azerbaïdjan et des déclarations communes ont été signées. En 2000, le groupe de travail interparlementaire azerbaïdjanais-estonien a été créé à l'Assemblée nationale de l'Azerbaïdjan. L'Estonie a soutenu l'adhésion de l'Azerbaïdjan au Conseil de l'Europe et a soutenu son intégration dans les structures euro-atlantiques. Le président de l'Estonie, Toomas Hendrik Ilves, s'est rendu en Azerbaïdjan en 2009 et le président de l'Azerbaïdjan, Ilham Aliyev, en Estonie en 2010. 
L’Estonie est favorable à la résolution des problèmes liés au Haut-Karabakh et aux zones adjacentes par le biais de négociations. L'ancienne ministre estonienne des Affaires étrangères, Kristina Ojuland, a déclaré que le Haut-Karabakh était un "inséparable" de l'Azerbaïdjan. L'Azerbaïdjan envisage d'annuler le régime de visas avec l'Estonie. L'Estonie s'intéresse également au développement de la coopération avec l'Azerbaïdjan dans le cadre des missions de maintien de la paix de l'OTAN. L'Azerbaïdjan est intéressé par le développement du dialogue politique de haut niveau. Bien que peu de projets de coopération dans le domaine de la défense aient eu lieu entre deux pays, les contacts dans le domaine de la défense et de l'armée ont été décrits comme "bons et ouverts d'esprit".
Le maire de Narva (1999-2000) et ministre des questions de population de l'Estonie (2002-2003), Eldar Efendiev, était également d'origine azerbaïdjanaise.

## Relations économiques
Les échanges commerciaux entre deux pays ont été minimes au cours des dernières années, mais leur potentiel est immense. Les deux ont l'intention d'élargir leur coopération dans les domaines informatique et bancaire.

## Relations culturelles
Puisque les deux pays faisaient partie de l'empire russe et de l'Union soviétique, deux pays se sont rencontrés depuis longtemps. Il existe des informations dans les bibliothèques estoniennes de la fin du XIXe siècle sur des ouvrages de poètes bien connus de l'Azerbaïdjan, tels que Mirza Chafi Vazeh, Molla Panah Vaguif et Mirza Fatali Akhundov, qui ont été traduits en allemand. Les traductions de l'allemand en estonien ont commencé en 1981 avec Yukhan Kiyv, Gustav et Anna Haov Vulf. En 1978, le journal estonien "Scala" publiait des travaux de Molla Panah Vaguif. Le premier dictionnaire azerbaïdjanais-estonien, compilé par Vidadi Mamedov, a été publié.
Depuis 1990, une école du dimanche azerbaïdjanaise et une université de la culture orientale à Tallinn portent le nom de l'académicien et ophtalmologue azerbaïdjanaise Zarifa Aliyeva.